# Celebrity Millennium (schip, 2000)
De Celebrity Millennium is een cruiseschip van Celebrity Cruises en is het eerste schip van vier zusterschepen uit de Millennium-klasse. Tot 2009 heette het Millennium. Een van de nieuwigheden op dit schip is het specialiteitenrestaurant Olympic: in het decor ervan werd een prominente plaats gegeven aan de lambrisering van de Olympic, het zusterschip van de Titanic. Het schip werd gebouwd in Chantiers de l'Atlantique in St. Nazaire, Frankrijk. Uniek aan het schip is dat er twee liften aan de buitenkant van het schip zijn gebouwd, die een panoramisch uitzicht bieden op zee. Ook opvallend is het atrium van elf dekken hoog.

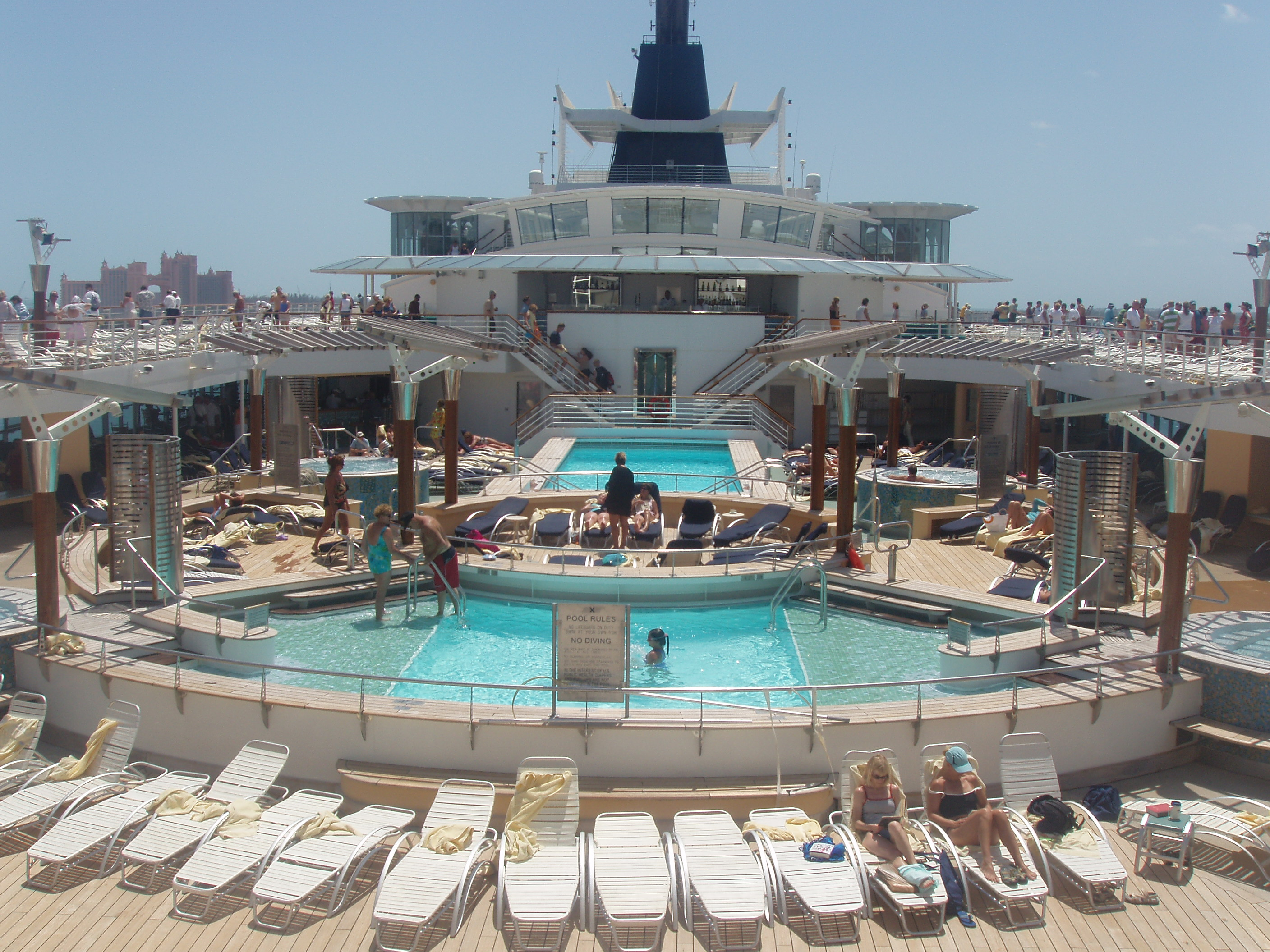
Uitzicht op de zwembaden
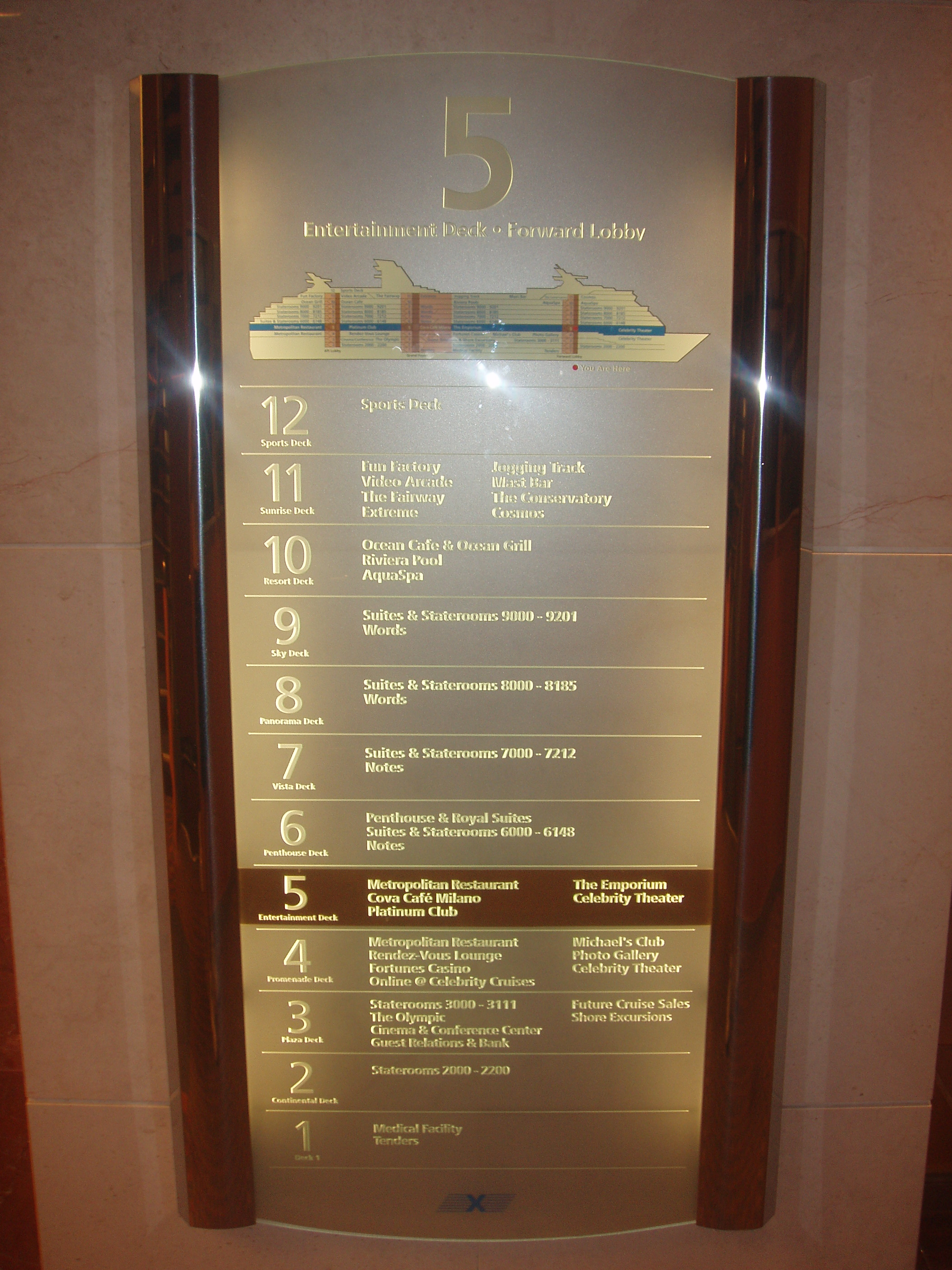
Directory
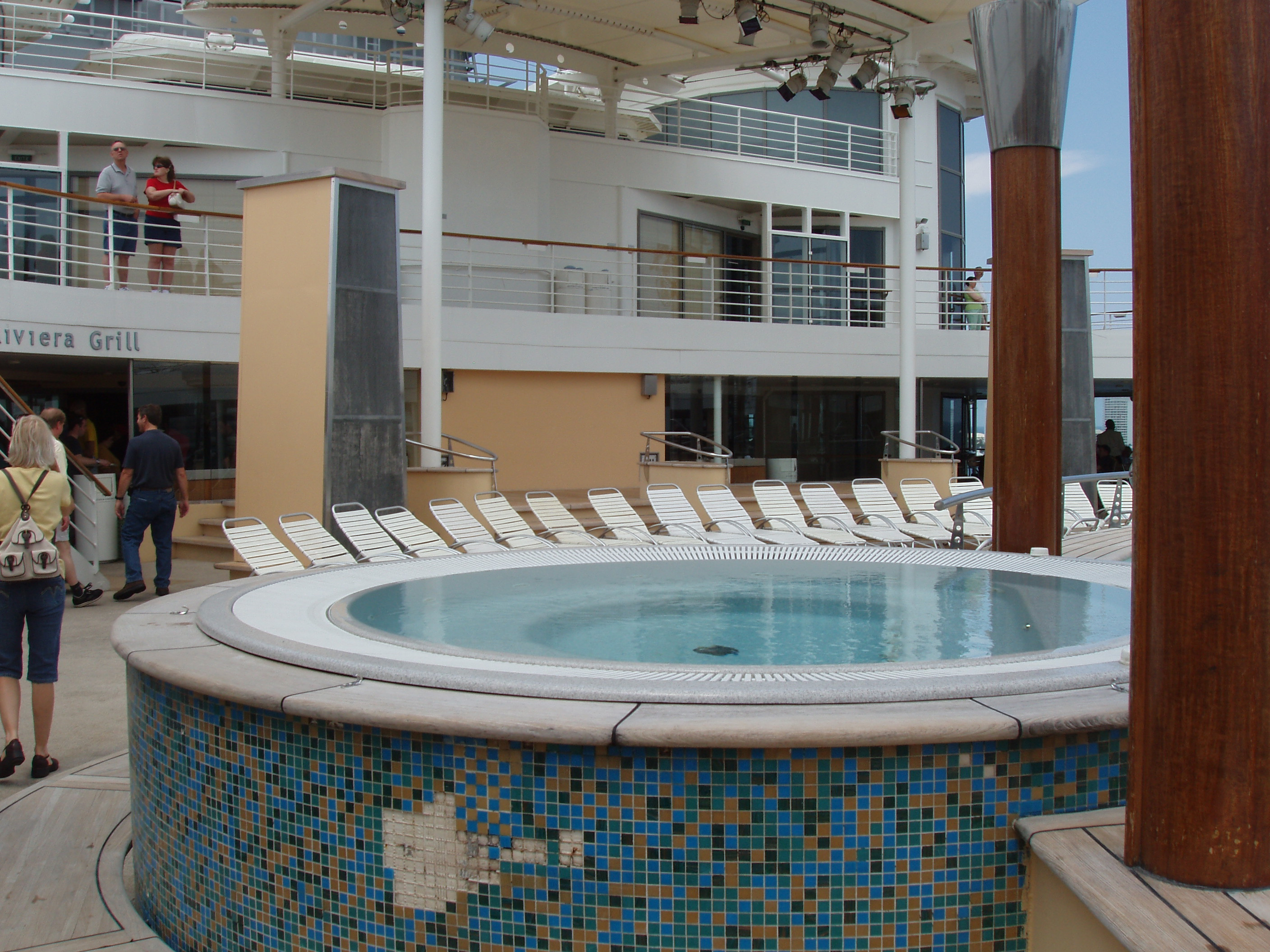
Hot tub
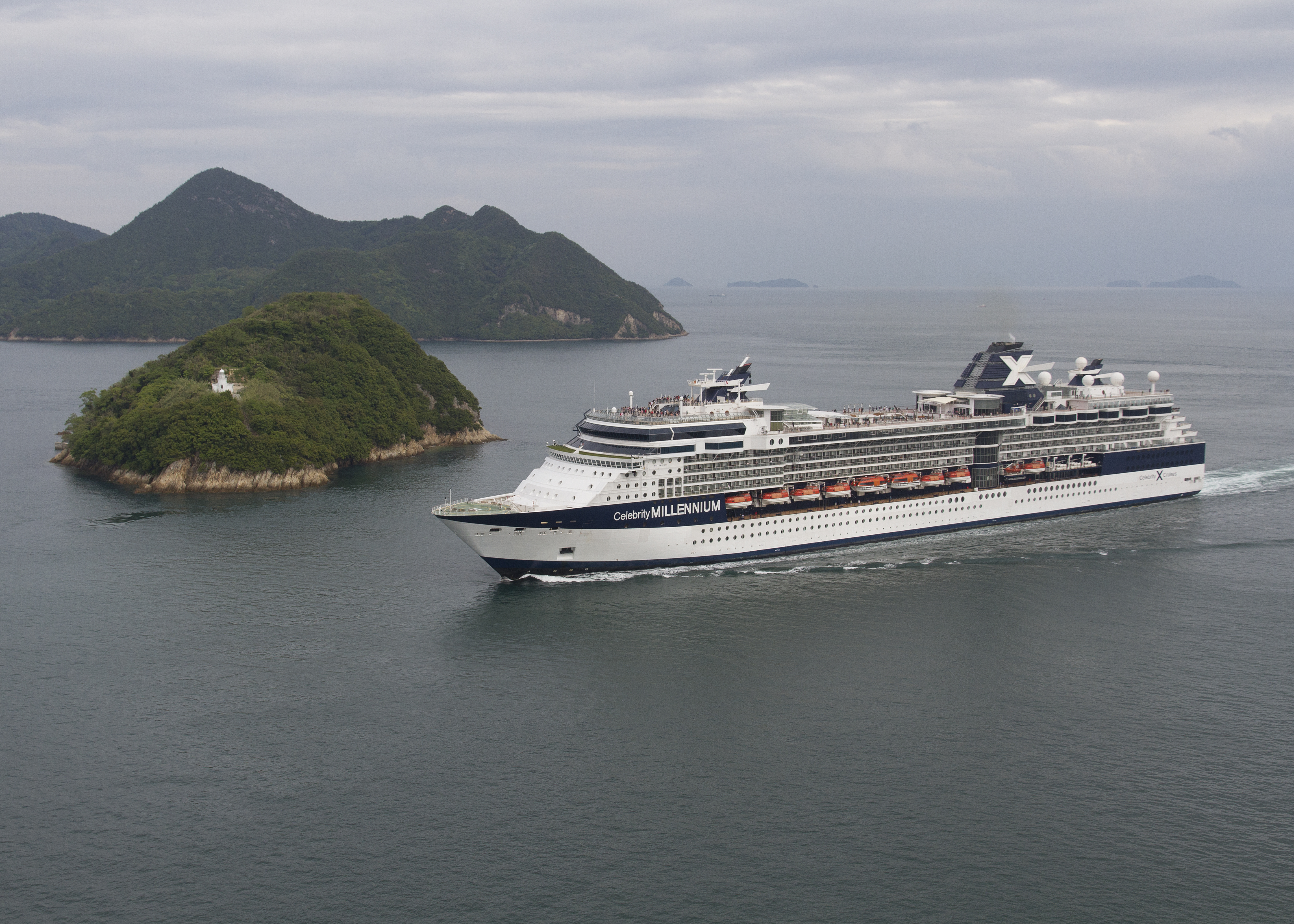